# جوليس باجا
جوليس باجا (بالفرنسية: Jules Baga)‏ هو لاعب كرة قدم كاميروني في مركز الهجوم، ولد في 14 يونيو 1987 في ياوندي في الكاميرون. لعب مع زوريا لوهانسك ونادي تشونبوري.

## وصلات خارجية
- جوليس باجا على موقع اتحاد أوكرانيا (الإنجليزية)
- جوليس باجا على موقع قاعدة بيانات كرة القدم.إي يو (الإنجليزية)
- جوليس باجا على موقع Soccerway.com (الإنجليزية)
- جوليس باجا على موقع عالم كرة القدم.نت (الإنجليزية)